# Guitarsolo
 Der er for få eller ingen kildehenvisninger i denne artikel, hvilket er et problem. Du kan hjælpe ved at angive troværdige kilder til de påstande, som fremføres i artiklen.

En guitarsolo fremkommer, når en guitarist lader gribehånden løbe op og ned af gribebrættet og samtidig anslår eller imiterer en melodistemme ved hjælp af et plekter eller ved anvendelse af fingrene på den anden hånd. Soloen vil ofte være udbygget med riffs, der gentages i flere positioner på guitaren. Grundteknikken kan udbygges med specielle finesser, f.eks. vibrato, staccato og accentuering. De fleste anvender 3 fingre (finger 2-4) i løbene, evt. suppleret ved at anslå en streng med lillefingeren i nogle positioner. En ’’fire-finger solo’’ i alle positioner, evt. suppleret med anslag på en ’’løs’’ streng, der kun anslås på gribebrættet, men ikke berøres med plektret, beherskes af relativt få guitarister. Tommelfingeren anvendes sjældent, selv, ikke om denne ’’fisticuff’’ – teknik har været kendt på kontrabas siden Domenico Dragonetti introducerede den i 1800 - tallet. 
I populær musik er en guitarsolo en melodisk passage, et afsnit eller helt musikstykke skrevet for en elektrisk guitar eller en akustisk guitar. Guitarsoli indeholder varierende grader af improvisation, der bruges i mange stilarter, f.eks. blues, swing, jazz, rock og heavy metal. Guitarsoli er også benyttet i klassiske musikformer, f.eks. kammermusik. 
De kan spænde fra uledsagede arbejder for en enkelt guitar til kompositioner med akkompagnement fra andre instrumenter. De kan anvendes bredt, fra et lille ensemble som en jazz- kvartet eller et rockband, til et stort ensemble som et orkester eller big band. Uledsaget akustisk guitarmusik findes i folkemusik og klassisk musik, og brugen af en akustisk guitar som solostemme i et ensemble kendes allerede i den barokke koncert.

## Rockmusik
Selvom guitarsoli anvendes i en bred vifte af genrer, refererer begrebet guitarsolo ofte specifikt til rockmusik genren. Den dramatiske, forstærkede elektriske guitarsolo er blevet karakteristisk for mange eksempler på rockmusik. Siden 1960'erne har elektriske guitarister eksperimenteret med klangfarven på deres guitar, tilføjet elektroniske guitareffekter såsom forvrængning, forsinkelse og wah-wah pedal, til at gøre lyden fyldigere og/eller tilføje harmoniske overtoner.
Rockbands har ofte to guitarister, udpeget som hhv. "lead" og "rytme", med "lead" spilleren til at udføre soli, mens "rytme" spilleren ledsager med akkorder eller riffs. De fleste eksempler på rockmusik er baseret på sange i meget traditionelle udgaver. De formelle hovedtræk er derfor vers, omkvæd og forløb. Guitarsoli er normalt den mest betydningsfulde instrumentale del af en mainstream rocksang. I andre rock-relaterede genrer som pop og dansemusik, spiller synthesizeren eller et andet tangentinstrument oftere denne rolle.
Brugen af en guitar til instrumental mellemspil i rockmusik har sine rødder i bluesmusikere som Robert Johnson, John Lee Hooker og Muddy Waters. Disse pionerer har påvirket soli i rhythm and blues (fx Bo Diddley), rock and roll (f.eks. Chuck Berry) og nyere former for musik.
Heavy metal er bl.a. karakteriseret ved, at der ofte er to (eller endog tre) guitarister, der spiller solo samtidig, hvor den ene f.eks. falder ind på kvinten til den andens grundtone.
I mange tilfælde vil guitarsoloen være ledsaget af eller suppleret med et andet instrument, ligesom soli kan veksle mellem forskellige instrumenter, der efterfølger hinanden.

## Links
- Guitartricks.com On line guitar lessons Arkiveret 13. april 2014 hos  Wayback Machine
- NME: 50 bedste guitarsoli
- About.com: Guitars Arkiveret 22. oktober 2011 hos  Wayback Machine